# Limnophila nitidiceps
Limnophila nitidiceps är en tvåvingeart som beskrevs av Alexander 1928. Limnophila nitidiceps ingår i släktet Limnophila och familjen småharkrankar. Inga underarter finns listade i Catalogue of Life.